# Філіп Геммонд
Філіп Геммонд (англ. Philip Hammond; нар. 4 грудня 1955, Еппінґ, Ессекс, Англія) — британський політик від Консервативної партії, Канцлер скарбниці (міністр фінансів) з 13 липня 2016 до 24 липня 2019 року, міністр закордонних справ Великої Британії в 2014—2016 роках. Член парламенту від округу Раннімід і Вейбрідж з 1997 до 2019 року.

## Освіта і професійна робота
Гаммонд народився у місті Еппінґ, графство Ессекс, в сім'ї інженера. Закінчив школу у Брентвуді, графство Ессекс. Вивчав філософію та економіку в Університетському коледжі Оксфордського університету котрий закінчив з відзнакою, та отримав ступінь бакалавр. Геммонд почав свою кар'єру у компанії, що виробляє медичне обладнання. Пізніше він також працював у сфері нерухомості, нафти і газу. З 1995 до 1997 він працював консультантом уряду Малаві, відряджений Світовим банком взяти участь у різних проєктах у Латинській Америці.
Бакалавр мистецтв.

## Політична кар'єра
1997 року він був обраний до Палати громад, у 1994 році намагався стати членом парламенту під час додаткових виборів після смерті одного з парламентарів.
Геммонд був призначений до тіньового кабінету Девіда Кемерона 2005 року тіньовим міністром у справах праці і пенсій і зберігав цю посаду до перестановки 2007 року, коли він став тіньовим головним секретарем казначейства. Після формування коаліційного уряду у травні 2010 року Геммонда призначили міністром транспорту і він став членом Таємної ради. Після відставки Ліама Фокса у жовтні 2011 року Геммонд став міністром оборони. 15 липня 2014 року Філіп Геммонд був призначений міністром закордонних справ.
Газета Daily Mirror писала у квітні 2014 року, що Геммонд висловлювався проти військової допомоги Україні у разі вторгнення Росії. За даними джерел видання, він заявив, що жертва частини України Москві не матиме особливого значення для Великої Британії.

## Проти путінського режиму
У березні 2015 Геммонд заявив, що уряд його країни збирається опублікувати інформацію про місцеперебування таємних фінансових активів найближчого оточення Володимира Путіна. Він назвав цей крок частиною інформаційної війни проти путінського режиму.
Виступаючи у Королівському інституті об'єднаних служб, Філіп Геммонд сказав, що зацікавився ідеєю публікації списку активів внутрішнього кола Путіна, з тим, щоб прилюдно вивести його оточення на чисту воду. Він підкреслив, що ця акція може стати частиною відповіді Заходу на російську агресію в Україні.
Коментуючи цю заяву міністра, газета Daily Telegraph вважає, що мова «безсумнівно йде про десятки мільярдів доларів, прихованих в офшорних рахунках і нерухомому майні у Лондоні і Нью-Йорку»

## Особисте життя
Геммонд одружений із Сьюзен Керолін Вільямс-Вокер з 29 червня 1991 року. У них є дві дочки і син. Вони живуть у селі Сенд у графстві Суррей і володіють будинком у Лондоні. Статок Геммонда оцінюється між 7,5 і 9 мільйонами фунтів стерлінгів.